# 27e cérémonie des César
La 27e cérémonie des César du cinéma — dite aussi Nuit des César — récompensant les films sortis en 2001, s'est déroulée le 2 mars 2002 au théâtre du Châtelet.
Elle fut présidée par Nathalie Baye et présentée pour la deuxième année consécutive par Édouard Baer.
Des césar d'honneur furent remis à Anouk Aimée, Jeremy Irons et Claude Rich.

## Présentateurs et intervenants
- Daniel Toscan du Plantier, président de l'Académie des arts et techniques du cinéma
- Nathalie Baye, présidente de la cérémonie
- Édouard Baer, maître de cérémonie
- Jean Rochefort, pour la remise du César d'honneur à Claude Rich
- Claude Lelouch, pour la remise du César d'honneur à Anouk Aimée
- Fanny Ardant, pour la remise du César d'honneur à Jeremy Irons
- Jean Reno, Juliette Binoche, pour la remise du César du meilleur réalisateur
- Gérard Darmon, pour César de la meilleure actrice dans un second rôle
- Catherine Jacob & Frédéric Mitterrand, pour la remise du César du meilleur son / César du meilleur montage / César des meilleurs costumes
- Chiara Mastroianni, Jamel Debbouze
- Patrick Timsit, Marianne Denicourt
- Daniel Prévost
- Danielle Darrieux
- Marie Gillain
- Patrick Bruel

## Palmarès

### César du meilleur film
- Le Fabuleux Destin d'Amélie Poulain de Jean-Pierre Jeunet
  - Sous le sable de François Ozon
  - La Chambre des officiers de François Dupeyron
  - Chaos de Coline Serreau
  - Sur mes lèvres de Jacques Audiard

### César du meilleur réalisateur
- Jean-Pierre Jeunet pour Le Fabuleux Destin d'Amélie Poulain
  - François Ozon pour Sous le sable
  - François Dupeyron pour La Chambre des officiers
  - Jacques Audiard pour Sur mes lèvres
  - Patrice Chéreau pour Intimité

### César de la meilleure actrice

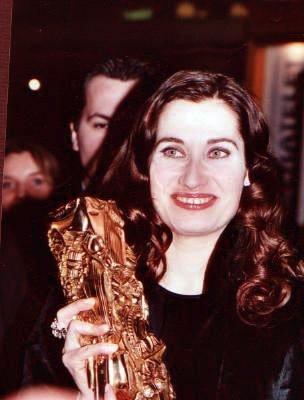
Emmanuelle Devos, lauréate du César de la meilleure actrice pour Sur mes lèvres.

- Emmanuelle Devos pour Sur mes lèvres
  - Charlotte Rampling pour Sous le sable
  - Audrey Tautou pour Le Fabuleux Destin d'Amélie Poulain
  - Catherine Frot pour Chaos
  - Isabelle Huppert pour La Pianiste

### César du meilleur acteur
- Michel Bouquet pour Comment j'ai tué mon père
  - Éric Caravaca pour La Chambre des officiers
  - Vincent Cassel pour Sur mes lèvres
  - André Dussollier pour Tanguy
  - Jacques Dutronc pour C'est la vie

### César de la meilleure actrice dans un second rôle
- Annie Girardot pour La Pianiste
  - Isabelle Nanty pour Le Fabuleux Destin d'Amélie Poulain
  - Line Renaud pour Chaos
  - Nicole Garcia pour Betty Fisher et autres histoires
  - Noémie Lvovsky pour Ma femme est une actrice

### César du meilleur acteur dans un second rôle
- André Dussollier pour La Chambre des officiers
  - Rufus pour Le Fabuleux Destin d'Amélie Poulain
  - Jamel Debbouze pour Le Fabuleux Destin d'Amélie Poulain
  - Édouard Baer pour Betty Fisher et autres histoires
  - Jean-Paul Roussillon pour Une hirondelle a fait le printemps

### César du meilleur espoir féminin
- Rachida Brakni pour Chaos
  - Hélène Fillières pour Reines d'un jour
  - Marion Cotillard pour Les Jolies Choses
  - Hélène de Fougerolles pour Va savoir
  - Isild Le Besco pour Roberto Succo

### César du meilleur espoir masculin
- Robinson Stévenin pour Mauvais Genres 
  - Grégori Derangère pour La Chambre des officiers
  - Jean-Michel Portal pour La Chambre des officiers
  - Éric Berger pour Tanguy
  - Stefano Cassetti pour Roberto Succo

### César du meilleur film étranger
- Mulholland Drive de David Lynch
  - Moulin Rouge de Baz Luhrmann
  - Traffic de Steven Soderbergh
  - La Chambre du fils de Nanni Moretti
  - The Barber de Joel et Ethan Coen

### César de la meilleure première œuvre de fiction
- No Man's Land de Danis Tanović
  - Ma femme est une actrice d'Yvan Attal
  - Le Peuple migrateur de Jacques Perrin, Jacques Cluzaud et Michel Debats
  - Grégoire Moulin contre l'humanité de Artus de Penguern
  - Une hirondelle a fait le printemps de Christian Carion

### César du meilleur scénario original ou adaptation
- Jacques Audiard, Tonino Benacquista pour Sur mes lèvres
  - Jean-Pierre Jeunet, Guillaume Laurant pour Le Fabuleux Destin d'Amélie Poulain
  - François Dupeyron pour La Chambre des officiers
  - Coline Serreau pour Chaos
  - Danis Tanovic pour No Man's Land

### César de la meilleure musique originale
- Yann Tiersen pour Le Fabuleux Destin d'Amélie Poulain
  - Joseph LoDuca pour Le Pacte des loups
  - Bruno Coulais pour Le Peuple migrateur
  - Alexandre Desplat pour Sur mes lèvres

### César de la meilleure photographie
- Tetsuo Nagata pour La Chambre des officiers
  - Bruno Delbonnel pour Le Fabuleux Destin d'Amélie Poulain
  - Mathieu Vadepied pour Sur mes lèvres

### César du meilleur montage
- Marie-Josèphe Yoyotte pour Le Peuple migrateur 
  - Hervé Schneid pour Le Fabuleux Destin d'Amélie Poulain
  - Juliette Welfling pour Sur mes lèvres

### César du meilleur son
- Marc-Antoine Beldent, Pascal Villard, Cyril Holtz pour Sur mes lèvres
  - Vincent Arnardi, Gérard Hardy, Laurent Kossayan, Jean Umansky pour Le Fabuleux Destin d'Amélie Poulain
  - Cyril Holtz, Jean-Paul Mugel pour Le Pacte des loups

### César des meilleurs costumes
- Dominique Borg pour Le Pacte des loups
  - Catherine Bouchard pour La Chambre des officiers
  - Madeline Fontaine pour Le Fabuleux Destin d'Amélie Poulain
  - Pierre-Jean Larroque pour L'Anglaise et le Duc

### César des meilleurs décors
- Aline Bonetto pour Le Fabuleux Destin d'Amélie Poulain
  - Antoine Fontaine, Jean-Baptiste Marot pour L'Anglaise et le Duc
  - Guy-Claude François pour Le Pacte des loups

### César du meilleur court-métrage
- Au premier dimanche d'août de Florence Miailhe
  - Des morceaux de ma femme de Frédéric Pelle
  - Les Filles du douze de Pascale Breton
  - Millevaches (expérience) de Pierre Vinour
  - La Pomme, la figue et l'amande de Joël Brisse

### César d'honneur
- Anouk Aimée, Jeremy Irons, Claude Rich